# Socket 563
Socket 563是AMD公司用于MicroPGA封装的微处理器的一种CPU插座。只用於2002年推出之行動平台的Athlon XP-M (950–3000+) 處理器。
Socket 563 针脚定义密集，使用该插座的CPU厚度相对较薄。
Socket 563 在市场上只能算是昙花一现，之后被继任者Socket 754所取代。